# Olearia pinifolia
Olearia pinifolia là một loài thực vật có hoa trong họ Cúc. Loài này được (Hook.f.) Benth. mô tả khoa học đầu tiên năm 1867.